# The Jethro Tull Christmas Album
The Jethro Tull Christmas Album — двадцять перший студійний альбом англійської групи Jethro Tull, який був випущений 30 вересня 2003 року.

## Композиції
1. Birthday Card at Christmas — 3:37
2. Holly Herald — 4:16
3. A Christmas Song — 2:47
4. Another Christmas Song — 3:31
5. God Rest Ye Merry, Gentlemen — 4:35
6. Jack Frost and the Hooded Crow — 3:37
7. Last Man at the Party — 4:48
8. Weathercock — 4:17
9. Pavane — 4:19
10. First Snow on Brooklyn — 4:57
11. Greensleeved — 2:39
12. Fire at Midnight — 2:26
13. We Five Kings — 3:16
14. Ring Out Solstice Bells — 4:04
15. Bourée — 4:25
16. A Winter Snowscape — 4:57

## Учасники запису
- Мартін Барр — гітара
- Ян Андерсон — гітара, вокал
- Джонатан Нойс — бас-гітара
- Андрій Гіддінгс — клавіші
- Доун Перрі — барабани

## Чарти
| Чарт (2003)                                  | Найвища позиція |
| -------------------------------------------- | --------------- |
| Німеччина German Albums (Offizielle Top 100) | 51              |
| США Top Holiday Albums (Billboard)           | 35              |

| Чарт (2024)                                  | Найвища позиція |
| -------------------------------------------- | --------------- |
| Німеччина German Albums (Offizielle Top 100) | 12              |
| Велика Британія UK Albums (OCC)              | 73              |
| Шотландія Scottish Albums (OCC)              | 20              |